# جنی رانک
جنی رانک (به انگلیسی: Jennie Runk) (زاده ۱۳ ژوئن ۱۹۸۹) مدل آمریکایی است.